# Котарбинский, Тадеуш
Тадеуш Котарбинский (пол. Tadeusz Kotarbiński; 31 марта 1886, Варшава — 3 октября 1981, Вавер) — польский философ и логик, представитель Львовско-варшавской школы. 
Являлся выдающейся общественной фигурой своего времени, решительно выступал против начинавших набирать все больший вес в стране до Второй мировой войны сочетания националистических, клерикальных и антисемитских движений.

## Биография
Родился в семье художника Милоша Котарбинского и пианистки Евы Косковской (пол. Ewa Koskowska).
Окончил философский факультет Львовского университета, где его научным руководителем был К. Твардовский. Профессор и заведующий кафедрой логики (1951—1961) Варшавского университета, декан там факультета гуманитарных наук, ректор университета в Лодзи (1945—1949), президент Польской академии наук (1957—1962), член многих научных обществ, в том числе глава Польского философского общества и иностранный член АН СССР (1958). Награждён Орденом Строителей Народной Польши. Своё философское учение именовал реизмом.
Внёс вклад в праксеологию.

## Учение
Областью своей деятельности он называет логику как общеобразовательную дисциплину, непосредственно связанную с жизнью и объемлющую вопросы теории познания, семантики, естественного, то есть повседневного языка, а также проблемы методологии и дидактики. Вначале своё философское учение Котарбинский называл «реизмом» (от лат. слова res — вещь), согласно которому существуют только вещи, которые познаёт человек; а поскольку не существует общих предметов, а существует лишь бесконечное множество конкретных тел, он называл своё учение также и «конкретизмом».
Это был материализм, но такой материализм, которому были присущи определённые пробелы и слабости.
Формальную логику Котарбинский определяет как теорию необходимого вывода, в которой он видит ядро всех других видов логики. Данная наука, разъясняет он, учит о том, как в зависимости от структуры одних предложений из них необходимо вытекают другие предложения, причём тоже строго определённой структуры.
Например, формальная логика утверждает, что из предложения структуры: «Ни одно A не есть B» необходимо вытекает предложение структуры: «Ни одно B не есть A». Формальная логика, по определению Котарбинского, входит наряду с семантикой, теорией познания и методологией наук в логику в широком смысле слова.
Правильно определив предмет формальной логики, Котарбинский отобразил прошедшую ступень во взглядах на определение места формальной логики в классификации наук. Формальная логика давно уже отпочковалась от философии и является самостоятельной конкретной наукой.

## Сочинения
- Elementy teorii poznania, logiki formalnej i metodologii nauk (1929)
- Traktat o dobrej robocie (1953)
- Sprawność i błąd (1956)
- Medytacje o życiu godziwym (1966)
- Abecadło praktyczności (1972)

### Переводы на русский язык
- Избранные произведения / Вступительная статья И. С. Нарского. — М., 1963.
- Элементы теории познания, формальной логики и методологии наук. М., 1963.
- Трактат о хорошей работе. М., 1963.
  - Трактат о хорошей работе = Traktat o dobrej robocie. Wydanie trzecie, poprawione i rozszerzone / Под ред. проф. Г.Х. Попова; пер. с польск. Л.В. Васильева и В.И. Соколовского. — М.: Экономика, 1975. — 271 с. — 60 000 экз.
- Лекции по истории логики. М., 1963.
- Курс логики (для юристов). М., 1953